# Cineraria
 Cineraria  L., 1763  è un genere di piante angiosperme dicotiledoni della famiglia delle Asteraceae (sottofamiglia Asteroideae).

## Etimologia
L'etimologia del nome del genere (Cineraria) deriva dall'aspetto di queste piante: ricoperte di feltro grigio cenere.
Il nome scientifico del genere è stato definito dal botanico Carl Linnaeus (1707-1778) nella pubblicazione " Species Plantarum, Edition 2" ( Sp. Pl., ed. 2. 2: 1242) del 1763.

## Descrizione

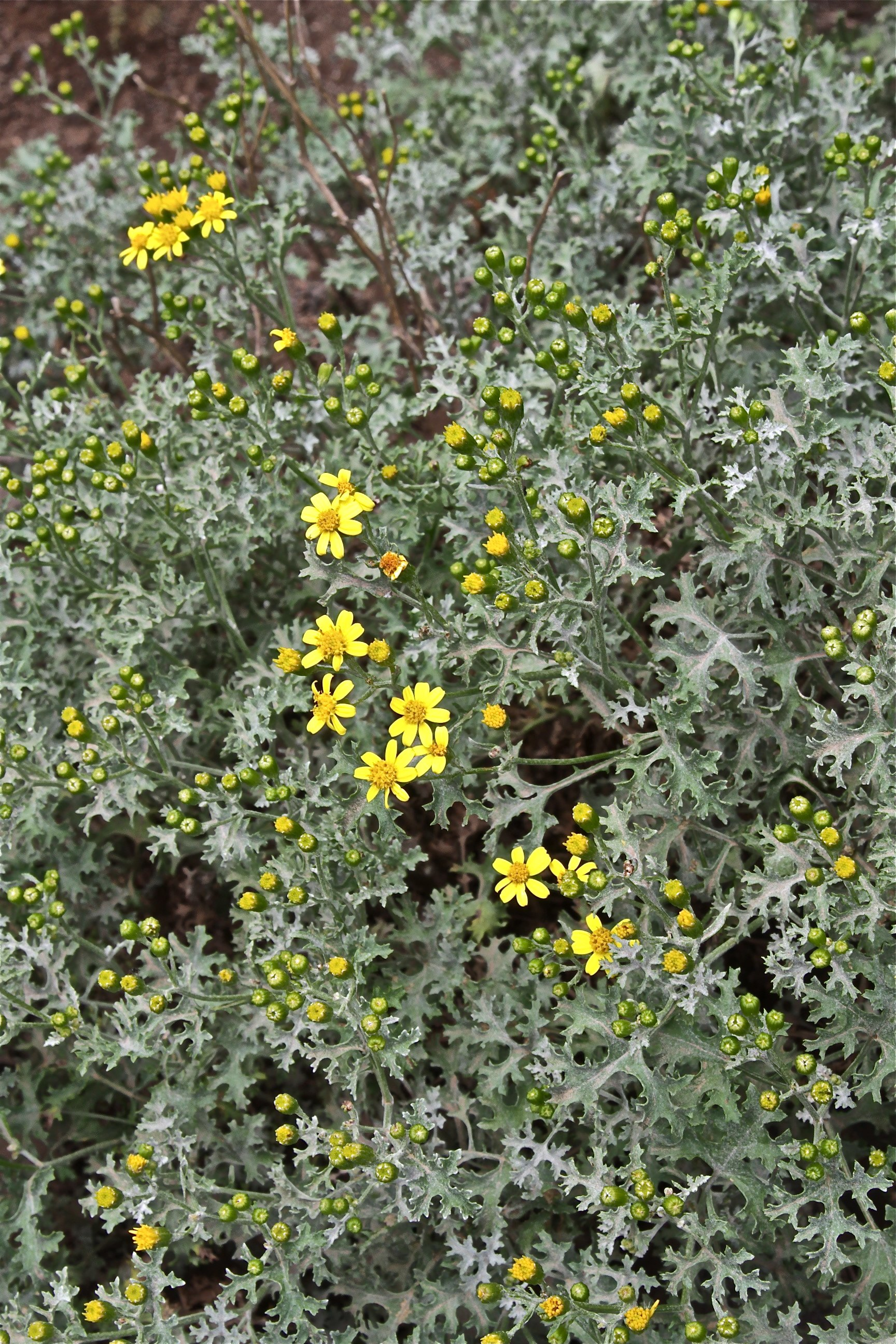
Il portamento
Cineraria lyratiformis

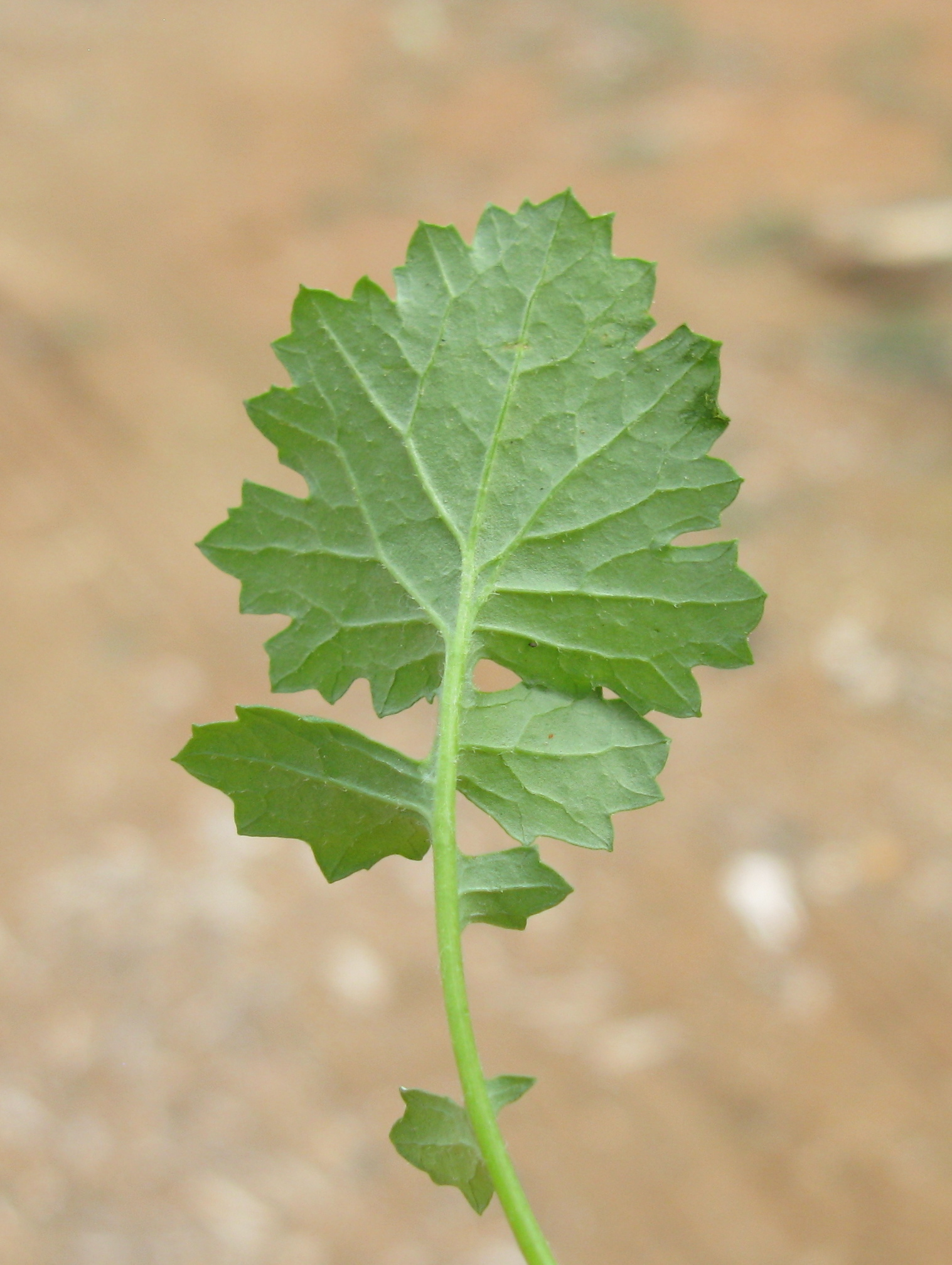
Le foglie
Cineraria lyratiformis

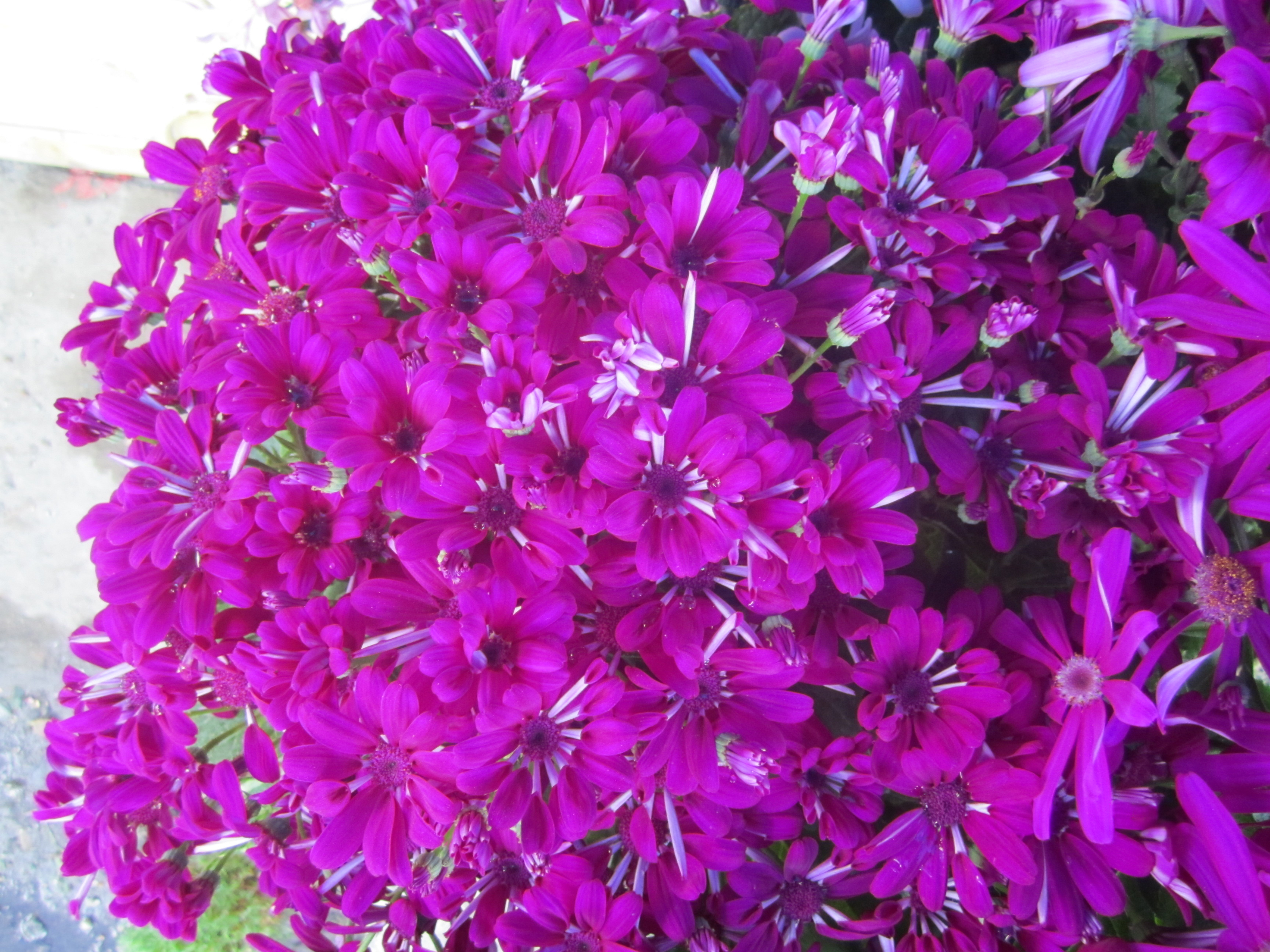
Infiorescenza
Cineraria deltoidea

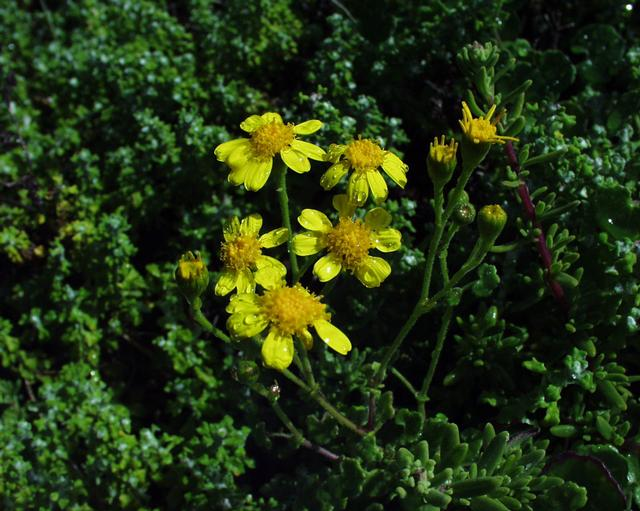
I fiori
Cineraria geifolia

Habitus. Le specie di questo genere hanno un habitus di tipo erbaceo perenne anche subarbustivo. Le superfici delle piante possono essere pubescenti per peli grigio cenere.
Radici. Le radici in genere sono secondarie da rizoma e possono essere fibrose. I rizomi sono striscianti o legnosi.
Fusto. La parte aerea è eretta o strisciante o lianosa; semplice o ramosa.
Foglie. Le foglie sono sia basali che cauline disposte in modo alternato. Sono picciolate. La forma della lamina è intera con forme cordate, arrotondate fino a ovate. I margini sono interi o dentati o lobati fino a pennatolobate. La superficie è glabra oppure tomentosa grigiastra; in alcune specie le venature sono palmate.
Infiorescenza. Le sinflorescenze sono composte da più capolini (ma anche pochi) organizzati in formazioni corimbose. Le infiorescenze vere e proprie sono formate da un capolino terminale peduncolato di tipo radiato (raramente anche discoide). Alla base dell'involucro (la struttura principale del capolino) può essere presente (ma a volte poco distinto) un calice formato da brattee fogliacee. I capolini sono formati da un involucro, con forme da cilindriche a campanulate o emisferiche, composto da diverse brattee, al cui interno un ricettacolo fa da base ai fiori di due tipi: quelli esterni del raggio e quelli più interni del disco. Le brattee sono disposte in modo embricato di solito su una sola serie e possono essere connate alla base. Il ricettacolo è nudo (senza pagliette a protezione della base dei fiori); la forma è convessa e a volte è alveolato.
Fiori.  I fiori sono tetra-ciclici (formati cioè da 4 verticilli: calice – corolla – androceo – gineceo) e pentameri (calice e corolla formati da 5 elementi). Sono inoltre ermafroditi, più precisamente i fiori del raggio (quelli ligulati e zigomorfi) sono femminili; mentre quelli del disco centrale (tubulosi e actinomorfi) sono bisessuali o a volte funzionalmente maschili.
- Formula fiorale:

*/x K {\displaystyle \infty }, [C (5), A (5)], G 2 (infero), achenio
- Calice: i sepali del calice sono ridotti ad una coroncina di squame.
- Corolla: nella parte inferiore i petali della corolla sono saldati insieme e formano un tubo. In particolare le corolle dei fiori del disco centrale (tubulosi) terminano con delle fauci dilatate a raggiera con cinque lobi. I lobi possono avere una forma da deltoide a triangolare-ovata. Nella corolla dei fiori periferici (ligulati) il tubo si trasforma in un prolungamento da nastriforme o ligulato a filiforme o allargato, terminante più o meno con cinque dentelli. Il colore delle corolle è giallo.
- Androceo: gli stami sono 5 con dei filamenti liberi. La parte basale del collare dei filamenti può essere dilatata. Le antere invece sono saldate fra di loro e formano un manicotto che circonda lo stilo. Le antere sono sagittate con filamenti a balaustro. La struttura delle antere è di tipo tetrasporangiato, raramente sono bisporangiate. Il tessuto endoteciale è radiale o polarizzato. Il polline è tricolporato (tipo "helianthoid").[12]
- Gineceo: lo stilo è biforcato con due stigmi nella parte apicale. Gli stigmi sono troncati o ottusi; possono avere un ciuffo di peli radicali o in posizione centrale; possono inoltre essere ricoperti da minute papille; altre volte i peli sono di tipo penicillato. Le superfici stigmatiche sono separate.  L'ovario è infero uniloculare formato da 2 carpelli.

Frutti. I frutti sono degli acheni con pappo. La forma degli acheni è compressa; la superficie è percorsa da diverse coste longitudinali e può essere glabra o talvolta pubescente. Possono essere presenti delle ali o degli ispessimenti marginali. Il colore è bruno o nero. Non sempre il carpoforo è distinguibile. Il pappo è formato da numerose setole snelle caduche.

## Biologia
Impollinazione: l'impollinazione avviene tramite insetti (impollinazione entomogama tramite farfalle diurne e notturne).
Riproduzione: la fecondazione avviene fondamentalmente tramite l'impollinazione dei fiori (vedi sopra).
Dispersione: i semi (gli acheni) cadendo a terra sono successivamente dispersi soprattutto da insetti tipo formiche (disseminazione mirmecoria). In questo tipo di piante avviene anche un altro tipo di dispersione: zoocoria. Infatti gli uncini delle brattee dell'involucro (se presenti) si agganciano ai peli degli animali di passaggio disperdendo così anche su lunghe distanze i semi della pianta. Inoltre per merito del pappo il vento può trasportare i semi anche a distanza di alcuni chilometri (disseminazione anemocora).

## Distribuzione e habitat
Le specie di questo genere sono distribuite dal Sudafrica fino alla Penisola Arabica.

## Tassonomia
La famiglia di appartenenza di questa voce (Asteraceae o Compositae, nomen conservandum) probabilmente originaria del Sud America, è la più numerosa del mondo vegetale, comprende oltre 23.000 specie distribuite su 1.535 generi, oppure 22.750 specie e 1.530 generi secondo altre fonti (una delle checklist più aggiornata elenca fino a 1.679 generi). La famiglia attualmente (2021) è divisa in 16 sottofamiglie; la sottofamiglia Asteroideae è una di queste e rappresenta l'evoluzione più recente di tutta la famiglia.

### Filogenesi
Il genere di questa voce appartiene alla sottotribù Senecioninae della tribù Senecioneae (una delle 21 tribù della sottofamiglia Asteroideae). In base ai dati filogenetici la sottotribù, all'interno della tribù, occupa il "core" della tribù e insieme alla sottotribù Othonninae forma un "gruppo fratello".
I seguenti caratteri sono indicativi per la sottotribù:
- il portamento è molto vario (erbe, arbusti, liane, epifite, alberelli o alberi);
- le foglie sono sia basali che cauline disposte in modo alternato;
- sono presenti capolini sia radiati, disciformi o discoidi;
- le antere sono tetrasporangiate, raramente bisporangiate.

La struttura della sottotribù è molto complessa e articolata (è la più numerosa della tribù con oltre 1.200 specie distribuite su un centinaio di generi) e al suo interno sono raccolti molti sottogruppi caratteristici le cui analisi sono ancora da completare. In base alle ultime analisi filogenetiche molecolari il genere di questa voce fa parte di un gruppo formato dai seguenti generi: Cineraria, Emilia, Pericallis e Packera (questi due ultimi generi formano un "gruppo fratello"). All'interno di questo clade, come "gruppo fratello" al genere Cineraria si trova un "subclade sudafricano" ben supportato formato dai generi Bertilia, Bolandia, Stilpnogyne e Mesogramma. Tutti questi generi sono più o meno di origine africana (a parte Packera). Il cladogramma seguente mostra una possibile configurazione filogenetica di questo gruppo di generi (altre analisi producono in alternativa degli alberi filogenetici politomici).
|  | Cineraria            |
|  |                      |
|  | subclade sudafricano |
|  |                      |

|  | Emilia                                                 |
|  |                                                        |
|  | \| \| Pericallis \| \| \| \| \| \| Packera \| \| \| \| |
|  |                                                        |
|  | Pericallis                                             |
|  |                                                        |
|  | Packera                                                |
|  |                                                        |

|  | Pericallis |
|  |            |
|  | Packera    |
|  |            |

|  | Cineraria            |
|  |                      |
|  | subclade sudafricano |
|  |                      |

|  | Emilia                                                 |
|  |                                                        |
|  | \| \| Pericallis \| \| \| \| \| \| Packera \| \| \| \| |
|  |                                                        |
|  | Pericallis                                             |
|  |                                                        |
|  | Packera                                                |
|  |                                                        |

|  | Pericallis |
|  |            |
|  | Packera    |
|  |            |

I caratteri distintivi per le specie del genere  Cineraria sono:
- i fiori sono prevalentemente gialli;
- gli acheni sono compressi ed hanno degli ispessimenti marginali;
- l'areale originale del genere è Africa e Madagascar.

Il numero cromosomico della specie è: 2n = 20 e 40.

### Elenco delle specie
Questo genere ha 48 specie:
- Cineraria abyssinica Sch.Bip. ex A.Rich.
- Cineraria albicans  N.E.Br.
- Cineraria albomontana  Hilliard
- Cineraria alchemilloides  DC.
- Cineraria anampoza  (Baker) Baker
- Cineraria angulosa  Lam.
- Cineraria arctotidea  DC.
- Cineraria aspera  Thunb.
- Cineraria atriplicifolia  DC.
- Cineraria austrotransvaalensis  Cron
- Cineraria britteniae  Hutch. & R.A.Dyer
- Cineraria burkei  Burtt Davy
- Cineraria canescens  J.C.Wendl. ex Link
- Cineraria cyanomontana  Cron
- Cineraria decipiens  Harv.
- Cineraria deltoidea  Sond.
- Cineraria densiflora  R.E.Fr.
- Cineraria dieterlenii  E.Phillips
- Cineraria dryogeton  Cron
- Cineraria erodioides  DC.
- Cineraria erosa  Harv.
- Cineraria exilis  DC.
- Cineraria geifolia  (L.) L.
- Cineraria geraniifolia  DC.
- Cineraria glandulosa  Cron
- Cineraria grandibracteata  Hilliard
- Cineraria huilensis  Cron
- Cineraria lanosa  DC.
- Cineraria laxiflora  R.E.Fr.
- Cineraria lobata  L'Hér.
- Cineraria longipes  S.Moore
- Cineraria lyratiformis  Cron
- Cineraria magnicephala  Cron
- Cineraria mazoensis  S.Moore
- Cineraria microglossa  DC.
- Cineraria mitellifolia  L'Hér.
- Cineraria mollis  E.Mey. ex DC.
- Cineraria ngwenyensis  Cron
- Cineraria parvifolia  Burtt Davy
- Cineraria pinnata  O.Hoffm. ex Schinz
- Cineraria platycarpa  DC.
- Cineraria polycephala  DC.
- Cineraria pulchra  Cron
- Cineraria saxifraga  DC.
- Cineraria sebaldii  Cufod.
- Cineraria tomentolanata  Govaerts
- Cineraria vagans  Hilliard
- Cineraria vallis-pacis  Dinter ex Merxm.

### Sinonimi
Sono elencati alcuni sinonimi per questa entità:
- Xenocarpus Cass., 1829